# Ewa Brodziak
Ewa Brodziak (ur. w Biłgoraju) – plastyk, socjolog, polska artystka fotograf. Członkini i Artystka Fotoklubu Rzeczypospolitej Polskiej Stowarzyszenia Twórców (AFRP). Członkini Lubelskiego Towarzystwa Fotograficznego im. Edwarda Hartwiga.

## Życiorys
Ewa Brodziak jest absolwentką Liceum Sztuk Plastycznych im. Stanisława Wyspiańskiego w Jarosławiu. Ukończyła socjologię organizacji zarządzania w Wyższej Szkole Przedsiębiorczości i Administracji w Lublinie oraz socjologię na Uniwersytecie Marii Curie-Skłodowskiej w Lublinie. Związana z lubelskim środowiskiem fotograficznym – mieszka, pracuje, tworzy w Lublinie. Miejsce szczególne w jej twórczości zajmuje fotografia dziecięca, fotografia krajobrazowa, fotografia kreacyjna, fotografia portretowa, fotografia uliczna. Wiele jej prac powstaje w technice sepii.
Ewa Brodziak jest autorką i współautorką wielu wystaw fotograficznych; indywidualnych i zbiorowych – w Polsce i za granicą. Jej fotografie – prezentowane na wystawach pokonkursowych były wielokrotnie doceniane akceptacjami, nagrodami, wyróżnieniami, dyplomami, listami gratulacyjnymi (m.in. została uhonorowana Medalem Lubelskiego Towarzystwa Fotograficznego im. Edwarda Hartwiga w konkursie Praca Pasja Sztuka 2016, tytułem Master of Light Photographic Association w salonie fotograficznym Shadow Hunter Circuit 2017, Grand Prix oraz statuetką w Międzynarodowym Konkursie Fotograficznym Teatr w Obiektywie 2018). Prezentując swoje fotografie w Międzynarodowych Salonach Fotograficznych – otrzymała wiele akceptacji Międzynarodowej Federacji Sztuki Fotograficznej FIAP – w Polsce i za granicą (m.in. w Bośni i Hercegowinie, Czechach, Chorwacji, Indiach, Macedonii, Serbii, Słowacji, Zjednoczonych Emiratach Arabskich). 
W 2014 roku została członkinią Lubelskiego Towarzystwa Fotograficznego im. Edwarda Hartwiga. W maju 2019 decyzją Kapituła Fotoklubu RP – Ewa Brodziak została przyjęta w poczet członków rzeczywistych Fotoklubu Rzeczypospolitej Polskiej Stowarzyszenia Twórców (legitymacja nr 444).

## Wystawy indywidualne
- Silne kadry kobiecości (Lublin 2015)
- Julka (Lublin 2015)
- Kwiaty (Lublin 2015)
- Silentium (Lublin 2016)[10]
- Silentium (Biłgoraj 2017)[1]
- Bez fizycznej interwencji (Lublin 2018)[9]
- Wyobrażenia (Lublin 2019)
- Wyobrażenia (Radom 2020)[11]

Źródło